# Guy Green
Guy Green (Frome, 5 de novembro de 1913 — 15 de setembro de 2005) é um diretor de fotografia britânico. Venceu o Oscar de melhor fotografia na edição de 1949 por Oliver Twist.